# ピエール・ブロン

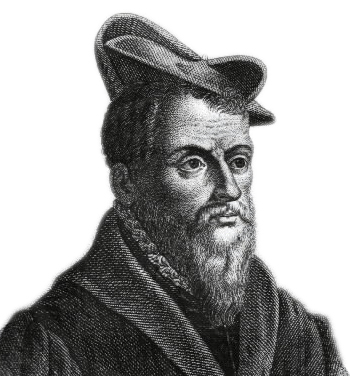
Pierre Belon

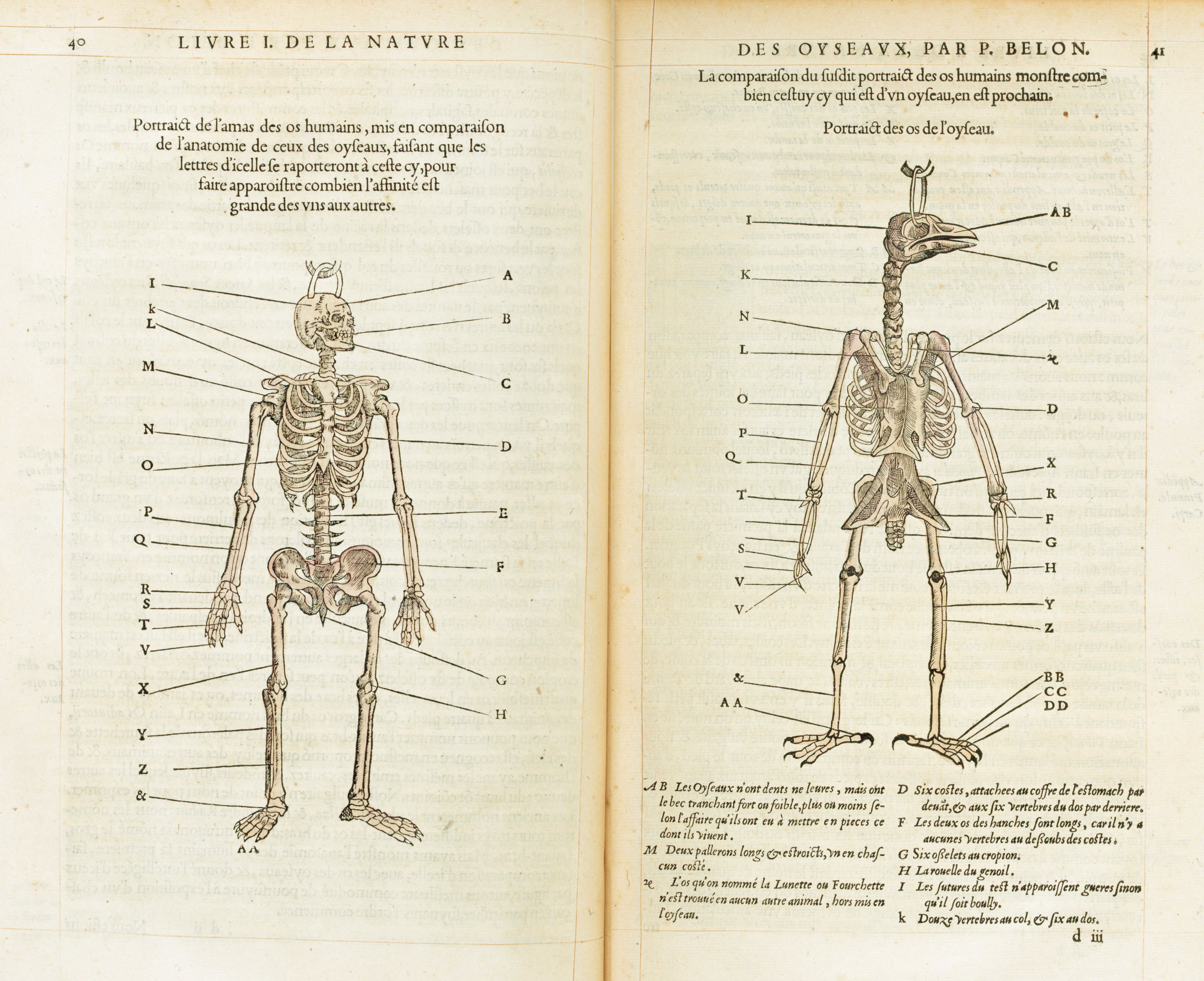
著書の図版、鳥の骨格とヒトの骨格を比較し対応部分が同じアルファベットで示される

ピエール・ブロン（Pierre Belon、Peter (Peter) Bellon (ius)とも、1517年 - 1564年）は、フランスの博物学者、植物学者である。

## 生涯
ル・マン近くのスルチュール（Souletière）で生まれた。薬局の見習いを勤めたが、ルマンの司教で植物愛好家の支援でヴィッテンベルク大学で医学を学び、さらにパリ、パドゥアで学んだ。1547年からトゥーロンの枢機卿にしたがって、イタリア、ギリシャや地中海の島や中東やエジプトを旅した。パリに戻った後、医師の資格を得て、フランス王室の侍医を務めた。マルセイユに長く滞在し1555年の『水生動物図解』（"De aquatilibus"）は近代魚類学の先駆的な書籍である。1553年の『松柏植物』（"De admirabili operi antiquorum et rerum suspiciendarum praestantia..."）はそれまでに松柏類の知られていた種について記述を行った。比較解剖学の創始者としても知られ、1555年の『鳥類誌』（"L'Histoire de la nature des oyseaux"）には鳥と人間の骨格の比較を示す有名な図が示されている。
国王アンリ2世の寵愛を受け、王子シャルル9世からブローニュの森の城館に宿泊する権利を与えられたが、ブローニュの森で、おそらく強盗によって殺害された。

## 著書
- 1551: Histoire de la nature des estranges poissons marins
- 1553: De aquatilibus[
- 1553: De arboribus Coniferis, Resiniferis aliisque semper virentibus...,
- 1553 De admirabili operi antiquorum et rerum suspiciendarum praestantia...,
- 1553: Les observations de plusieurs singularitez et choses memorables trouvées en Grèce, Asie, Judée, Egypte, Arabie et autres pays étrangèrs.
- 1555: L'Histoire de la nature des oyseaux.